# Sicalis
Sicalis es un género de aves paseriformes perteneciente a familia Thraupidae que agrupa a trece especies nativas de la América tropical (Neotrópico) donde se ditribuyen desde el sur de México a través de América Central y del Sur hasta el sur de la Patagonia en Argentina y Chile. A sus miembros se les conoce por el nombre popular de chirigües, y también canarios o jilgueros entre otros.

## Etimología
El nombre genérico femenino Sicalis proviene del griego «sikalis, sukalis o sukallis»: pequeño pájaro de cabeza negra, mencionado por Epicarmo, Aristóteles y otros, no identificado, probablemente un tipo de curruca Sylvia.

## Características
Las aves de este género son pequeños tráupidos que miden entre 11,5 y 15 cm de longitud, predominantemente amarillos que son conspicuos en campo abierto, con mayor diversidad en los Andes (varias especies ocurren en tierras bajas). La mayoría de las especies son gregarias cuando no están reproduciendo; nidifican en agujeros, algunas veces de forma semicolonial. Las variaciones de edad y desgaste pueden hacer difícil la identificación visual individual de varias especies, especialmente en los Andes; pero generalmente se distribuyen en grupos monoespecíficos, donde siempre un adulto típico está presente. Los juveniles y las hembras exhiben plumajes más apagados.

## Taxonomía
Inicialmente colocado en Fringillidae y durante décadas colocado en la familia Emberizidae, este género fue transferido para Thraupidae con base en diversos estudios genéticos, citando Burns et al. 2002, 2003; Klicka et al. 2007 y Campagna et al. 2011. La Propuesta N° 512 al Comité de Clasificación de Sudamérica (SACC) de noviembre de 2011, aprobó la transferencia de diversos géneros (entre los cuales Sicalis) de Emberizidae para Thraupidae.
Con base en datos morfológicos y de vocalizaciones, S. mendozae fue separado de S. olivascens y elevado a especie plena, lo que fue aprobado en 2012 en la Propuesta N° 539 al SACC.
En 2017, se describió el taxón Sicalis holmbergi López-Lanús, 2017 (de Sierra de la Ventana, Argentina), postulado como nueva especie. El reconocimiento fue rechazado en la Propuesta N° 748 al SACC, debido a la falta de una publicación revisada, la inconsistencia de los datos y las evidencias que sugieren que se trata apenas de una población aislada de Sicalis auriventris.
Los datos presentados por los amplios estudios filogenéticos recientes demostraron que el presente género es pariente próximo de un clado integrado por Phrygilus, Nesospiza, Rowettia y Melanodera, en una gran subfamilia Diglossinae.

## Lista de especies
Según las clasificaciones del Congreso Ornitológico Internacional (IOC) y Clements Checklist/eBird v.2019, el género agrupa a las siguientes especies con el respectivo nombre popular de acuerdo con la Sociedad Española de Ornitología (SEO):
| Imagen | Nombre científico    | Autor                          | Nombre común            | Estado de conservación |
| ------ | -------------------- | ------------------------------ | ----------------------- | ---------------------- |
|        | Sicalis citrina      | Pelzeln, 1870                  | chirigüe citrino        | LC                     |
|        | Sicalis lutea        | (d'Orbigny & Lafresnaye, 1837) | chirigüe puneño         | LC                     |
|        | Sicalis uropigyalis  | (d'Orbigny & Lafresnaye, 1837) | chirigüe culigualdo     | LC                     |
|        | Sicalis luteocephala | (d'Orbigny & Lafresnaye, 1837) | chirigüe cabecigualdo   | LC                     |
|        | Sicalis auriventris  | Philippi & Landbeck, 1864      | chirigüe grande         | LC                     |
|        | Sicalis olivascens   | (d'Orbigny & Lafresnaye, 1837) | chirigüe oliváceo       | LC                     |
|        | Sicalis mendozae     | (Sharpe, 1888)                 | chirigüe de monte       | LC                     |
|        | Sicalis lebruni      | (Oustalet, 1891)               | chirigüe austral        | LC                     |
|        | Sicalis columbiana   | Cabanis, 1851                  | chirigüe frentinaranja  | LC                     |
|        | Sicalis flaveola     | (Linnaeus, 1766)               | chirigüe azafranado     | LC                     |
|        | Sicalis luteola      | (Sparrman, 1789)               | chirigüe sabanero       | LC                     |
|        | Sicalis raimondii    | Taczanowski, 1874              | chirigüe de Raimondi    | LC                     |
|        | Sicalis taczanowskii | Sharpe, 1888                   | chirigüe de Taczanowski | LC                     |